# Semicassis sinuosa
Semicassis sinuosa is een slakkensoort uit de familie van de Cassidae. De wetenschappelijke naam van de soort is voor het eerst geldig gepubliceerd in 1904 door Verco.